# Verfkleuren bij het openbaar vervoer
Dit is een overzicht van een aantal verfkleuren in het Europese openbaar vervoer. In het Europese openbaar vervoer wordt voor de kleurstelling van het materieel vaak gebruikgemaakt van de RAL-codering. Daarnaast wordt ook gebruikgemaakt van de kleurentabellen van bekende verffabrikanten.

## Tram

### Gemeentetram Amsterdam(GTr)
| Waar                                       | Type / Grootwagennummer   | Periode   | Kleurcode | Kleurnaam          | Kleur |
| ------------------------------------------ | ------------------------- | --------- | --------- | ------------------ | ----- |
| Exterieur: Dak                             | Tweeassers tot jaren 30   | 1900-1930 | RAL 1001  | Beige              |       |
| Exterieur: Dak                             | Tweeassers vanaf jaren 30 | 1929-1970 | RAL 9006  | Wit aluminium      | X     |
| Plafond en raamdorpels                     | Tweeassers                | 1900-1970 | RAL 1013  | Parelwit           |       |
| Interieur: Plafond                         | 916                       | 1929-1970 | RAL 1014  | Ivoorkleurig       |       |
| Interieur: Plafond                         | 946                       | 1925-1970 | RAL 1015  | Licht ivoorkleurig |       |
| Exterieur: Lichtblauwe panelen             | 307                       | 1900-1930 | RAL 5003  | Saffierblauw       |       |
| Exterieur: Donkerblauw                     | Tweeassers tot jaren 30   | 1900-1930 | RAL 5004  | Zwartblauw         |       |
| Exterieur: Blauwewagenblauw                | Tweeassers vanaf jaren 30 | 1929-1970 | RAL 5011  | Staalblauw         |       |
| Interieur: Vloergrijs                      | Tweeassers vanaf jaren 30 | 1929-1970 | RAL 7011  | IJzergrijs         |       |
| Exterieur: Raamgrijs Blauwewagens          | Tweeassers vanaf jaren 30 | 1929-1970 | RAL 7030  | Steengrijs         |       |
| Interieur: Bankframes                      | 307                       | 1900-1930 | RAL 8001  | Okerbruin          |       |
| Interieur: Balkonschermen, kastjes, trucks | Tweeassers tot jaren 30   | 1900-1930 | RAL 8003  | Leembruin          |       |
| Interieur: Balkonschermen, kastjes         | Tweeassers vanaf jaren 30 | 1900-1930 | RAL 8004  | Koperbruin         |       |

### Gemeentevervoerbedrijf Amsterdam(GVB)
| Waar                                    | Type / Grootwagennummer | Periode         | Kleurcode              | Kleurnaam                   | Kleur |
| --------------------------------------- | ----------------------- | --------------- | ---------------------- | --------------------------- | ----- |
| Interieur: IJzerwerk Drieassers         |                         | 1949-1980       | RAL 3005               | Wijnrood                    |       |
| Exterieur: Dak Drieassers               | 491-550                 | 1949-jaren 50   |                        | Zilver                      | X     |
| Exterieur: Dak Drieassers               | 491-550 (891-950)       | jaren 50-1980   |                        | !grijzer dan RAL 1001!      | X     |
| Exterieur: Kappen Drieassers            | 491-550 (891-950)       | jaren 1949-1980 | RAL 1014               | Ivoorkleurig                |       |
| Exterieur: Wit rond de ramen            | 1-7G                    | 1957-1978       | RAL 9001               | Crèmewit                    |       |
| Exterieur: Buitenwand lichtgrijs        | 1-7G                    | 1957-1978       | RAL 7005               | Muisgrijs                   |       |
| Exterieur: Schortplaten donkergrijs     | 1-7G                    | 1957-1978       | Sigma S 7502-G         | NCS-Index 1950              | X     |
| Exterieur: Schortplaten bruin           | 1-10G                   | 1978-2003       | Sigma 2549/RAL 8019    |                             |       |
| Exterieur: Dak bruin                    | 1-10G                   | 1978-2003       | Sigma 2549/RAL 8019    |                             |       |
| Exterieur: Instapdeuren rood            | 3-12G                   | jaren 80-2003   | RAL 3002               | Karmijnrood                 |       |
| Exterieur: Openbaarvervoergeel          | 1-10G                   | 1978-2003       | RAL 1003               | Signaalgeel                 |       |
| Exterieur: Rond de ramen grijs          | 1-10G                   | 1957-1978       | Sigma 5537/RAL 7003(?) | !RAL-kleur niet 100% zeker! |       |
| Interieur: Stoelpoten bruin             | 1-10G                   | 1957-1978       | Sigma 2138-05          | *Autolak*                   | X     |
| Interieur: Bekleding beige              | 1-10G                   | 1957-1978       | Sigma 2587             |                             | X     |
| Interieur: Panelen blauwgrijs           | 1-7G                    | 1957-1978       | Sigma 5936             |                             | X     |
| Interieur: Panelen blauwgrijs           | 1-7G                    | 1978-2003       | RAL 7031               | Blauwgrijs                  |       |
| Interieur: Plafond                      | 1-7G                    | 1978-2003       | RAL 9002               | Grijswit                    |       |
| Interieur: Plafond wit                  | 1-7G                    | 1957-1978       | RAL 9010               | Zuiverwit                   |       |
| Interieur: Deuren                       | 1-7G                    | 1978-2003       | RAL 7037               | Stofgrijs                   |       |
| Exterieur: Grijs tot jaren 70           | 1-7G                    | 1957-1978       | RAL 7035               | Lichtgrijs                  |       |
| Interieur: Stoelpoten                   | 9-12G                   | 1957-1978       | RAL 8019               | Grijsbruin                  |       |
| Exterieur: Dak                          | 11-12G                  | 1990-2005       | RAL 7016               | Antracietgrijs              |       |
| Exterieur: Schortplaten blauw           | 11-12G                  | 1990-2005       | RAL 5013               | Kobaltblauw                 |       |
| Exterieur: Buitenwand lichtgrijs        | 11-12G                  | 1990-2005       | RAL 7035               | Lichtgrijs                  |       |
| Exterieur: Rond voorruit antraciet      | 11-12G                  | 1990-2005       | RAL 7021               | Zwartgrijs                  |       |
| Exterieur: Schortplaten                 | 11-12G                  | 1990-2005       | RAL 5013               | Kobaltblauw                 |       |
| Exterieur: Blauw rond ramen             | 11-12G                  | 1990-2005       | RAL 5015               | Hemelsblauw                 |       |
| Exterieur: Vangnetlatten                | 11-12G                  | 1990-2005       | RAL 7016               | Antracietgrijs              |       |
| Exterieur: Onderzijde wagen             | 11-12G                  | 1990-2005       | RAL 7016               | Antracietgrijs              |       |
| Interieur: Instapdeuren rood            | 11-12G                  | jaren 1990-2003 | RAL 3002               | Karmijnrood                 |       |
| Interieur: Panelen                      | 11-12G                  | 1990-2005       | RAL 9018               | Papyruswit                  |       |
| Interieur: Stoelleuning Vorderegger     | 6-7G en 11-12G          | 1990-2005       | RAL 3002               | Karmijnrood                 |       |
| Interieur: Cabine onderdelen            | 11-12G                  | 1990-2005       | RAL 7016               | Antracietgrijs              |       |
| Interieur: Stoelframes                  |                         |                 | RAL 7037               | Stofgrijs                   |       |
| Interieur: Stoelzittingen               | 1-10G                   | 1978-2003       | RAL 5008               | Grijsblauw                  |       |
| Interieur: Dashboard                    | 1-12G                   | 1978-2005       | RAL 9011               | Grafietzwart                |       |
| Exterieur: Motorkap + cabine lichtblauw | H80, H81, 795           |                 | RAL 5015               | Hemelsblauw                 |       |
| Exterieur: Bodemplaat/truck donkerblauw | H80, H81, 795           |                 | RAL 5013               | Kobaltblauw                 |       |
| Exterieur: Brede bies lichtgrijs        | H80, H81, 795           |                 | RAL 7035               | Lichtgrijs                  |       |
| Exterieur: Werkwagenoranje              | H1-H48                  |                 | RAL 2001               | Roodoranje                  |       |
| Exterieur: Slijpwagengroen              | H54, H55                |                 | RAL 6011               | Resedagroen                 |       |
| Interieur: Werkwageninterieur grijs     | H1-H56                  |                 | Sikkens K1.04.50       | Sikkens ACC Colormap        | X     |
| Exterieur: Buitenzijde grijs            | Rr3                     |                 |                        | Gloss                       | X     |
| Exterieur: Dak grijs                    | Rr3                     |                 | Sigma 0044-06          | Gloss                       | X     |

### GVB Holding NV (GVB)
| Waar                             | Type / Grootwagennummer | Periode    | Kleurcode | Kleurnaam        | Kleur |
| -------------------------------- | ----------------------- | ---------- | --------- | ---------------- | ----- |
| Exterieur: Wit                   | Huisstijl               | 2000-heden | RAL 9010  | Zuiverwit        |       |
| Exterieur: Blauw                 | Huisstijl               | 2000-heden | RAL 5017  | Verkeersblauw    |       |
| Abri JCDecaux: Blauw             | Bus/tram/sneltram/veren | ...-heden  | RAL 5002  | Ultramarijnblauw |       |
| Halteattributen (snel)tram: Wit  | Tram/sneltram           | ...-heden  | RAL 9003  | Signaalwit       |       |
| Halteattributen (snel)tram: Geel | Tram/sneltram           | ...-heden  | RAL 1004  | Goudgeel         |       |
| Lijnkleur blauw                  |                         |            | RAL 5015  | Hemelsblauw      |       |
| Lijnkleur geel                   |                         |            | RAL 1021  | Koolzaadgeel     |       |
| Lijnkleur groen                  |                         |            | RAL 6011  | Resedagroen      |       |
| Lijnkleur rood                   |                         |            | RAL 3000  | Vuurrood         |       |
| Lijnkleur roze                   |                         |            | RAL 3014  | Oudroze          |       |

### Haagse Tramweg Maatschappij(HTM)
| Waar                                               | Type / Grootwagennummer | Periode | Kleurcode       | Kleurnaam  | Kleur |
| -------------------------------------------------- | ----------------------- | ------- | --------------- | ---------- | ----- |
| Interieur: Balkonschermen                          | 816                     |         | Sikkens 16-k-34 | Gloss      |       |
| Interieur: Plafond                                 | 274                     |         | Sigma 0004-06   | Satin      | X     |
| Exterieur: Geel/wit                                | 274                     |         | Sigma 0049-06   | Gloss      | X     |
| Exterieur: Dak + raamlijsten grijs/groen           | 274                     |         | Sigma 0044-06   | Gloss      | X     |
| Exterieur: Daklijst + truck + filmkast grijs/bruin | 274                     |         | Sigma 0213-06   | Gloss      | X     |
| Exterieur: PCC-grijs                               | 1024                    |         | RAL 7011        | IJzergrijs |       |

### Rotterdamse Elektrische Tram(RET)
| Waar                                   | Type / Grootwagennummer | Periode | Kleurcode       | Kleurnaam              | Kleur |
| -------------------------------------- | ----------------------- | ------- | --------------- | ---------------------- | ----- |
| Interieur: Plafond wit                 | 520, 535, 536, 1050     |         | Sigma 0004-06   | Satin                  | X     |
| Interieur: Bruin                       | 520, 535, 536, 1050     |         | RAL 8012        | Roodbruin (Gloss)      |       |
| Exterieur: Oker                        | 520, 535, 536, 1050     |         | Sigma 4040 Y20R | Gloss RE Tram          | X     |
| Exterieur: Zwart                       | 520, 535, 536, 1050     |         | RAL 9005        | Gitzwart (Gloss)       |       |
| Exterieur: Draaistel + treeplank bruin | 520, 535, 536, 1050     |         | RAL 8017        | Chocoladebruin (Gloss) |       |
| Exterieur: Dak crème                   | 520, 535, 536, 1050     |         | Sigma 0001-06   | Gloss                  | X     |
| Interieur: Wit                         | 631                     |         | Sigma 0004-06   | Gloss                  | X     |
| Exterieur: Gebroken wit                | 631                     |         | Sigma 0004-06   | Gloss                  | X     |
| Exterieur: Groen                       | 631                     |         |                 | Gloss                  | X     |
| Exterieur: Dak groen                   | 631                     |         |                 | Gloss                  | X     |

### Noord-Zuid-Hollandsche Stoomtramweg-Maatschappij(NZHTM)
| Waar                                   | Type / Grootwagennummer | Periode   | Kleurcode   | Kleurnaam      | Kleur |
| -------------------------------------- | ----------------------- | --------- | ----------- | -------------- | ----- |
| Exterieur: Groen                       | A1-A29 (Kikker)         | 1904-1924 | RAL 6009    | Dennegroen     |       |
| Exterieur: Blauw                       | Huisstijl               | 1924-1961 | S 22010     | Flexa Ambiance | X     |
| Exterieur: Grijs raampartijen          | Huisstijl               | 1924-1961 | 5010-G 90 Y | Flexa Ambiance | X     |
| Exterieur: Grijs daklijst+beulingijzer | Huisstijl               | 1924-1961 | R 40636     | Flexa Ambiance | X     |
| Exterieur: Truck+dak                   | Huisstijl               | 1924-1961 | 6010-G 70 Y | Histor         | X     |

### Gemeente Electrische Tram Arnhem(GETA)
| Waar                                   | Type / Grootwagennummer | Periode | Kleurcode     | Kleurnaam  | Kleur |
| -------------------------------------- | ----------------------- | ------- | ------------- | ---------- | ----- |
| Interieur: Plafond wit                 | 76                      |         | Sigma 0004-06 | Satin      | X     |
| Interieur: Bruin                       | 76                      |         | RAL 8004      | Koperbruin |       |
| Exterieur: Gebroken wit                | 76                      |         | Sigma 0004-06 | Gloss      | X     |
| Exterieur: Draaistel + treeplank bruin | 76                      |         | Sigma 4841    | Satin      | X     |

### Nederlandsche Buurtspoorweg-Maatschappij(NBM)
| Waar                             | Type / Grootwagennummer | Periode | Kleurcode  | Kleurnaam          | Kleur |
| -------------------------------- | ----------------------- | ------- | ---------- | ------------------ | ----- |
| Interieur: Plafond wit           | 12, 20, 43, 55          |         | RAL 9001   | Crèmewit           |       |
| Interieur: Zijwand (metaal/hout) | 12, 20, 43, 55          |         | RAL 8011   | Notebruin          |       |
| Interieur: Vloer                 | 12, 20, 43, 55          |         | RAL 7005   | Muisgrijs          |       |
| Exterieur: Dak+truck             | 12, 20, 43, 55          |         | RAL 8002   | Signaalbruin       |       |
| Exterieur: Raamstijlen           | 12, 20, 43, 55          |         | RAL 1015   | Licht ivoorkleurig |       |
| Exterieur: Zijwand groen         | 12, 20, 43, 55          |         | Ripolin 73 | Bronsgroen         | X(*)  |
| Exterieur: Goederenmaterieel     | 402                     |         | RAL 7016   | Antracietgrijs     |       |

| *               | Recept 1 liter: | Recept 1 liter: | Recept 1 liter: | Recept 1 liter: | Recept 1 liter: | Recept 1 liter: | Recept 1 liter:  | Recept 1 liter: | Recept 1 liter: | Recept 1 liter: |
| PTYPE Convertor | 01 White        | 12 Bright red   | 15 Red oxide    | 19 Green        | 02 Oxide yellow | 20 Black        | 04 Bright yellow | 90 Drier        |                 |                 |
| 378,8 g         | 2,48 g          | 14,92 g         | 32,32 g         | 33,16 g         | 73,78 g         | 109,42 g        | 297,56 g         | 29,02 g         |                 |                 |

### Elektrischen Bahnen der Stadt Bonn und des Rhein-Sieg-Kreises (SSB)
| Waar                      | Type / Grootwagennummer | Periode    | Kleurcode | Kleurnaam   | Kleur |
| ------------------------- | ----------------------- | ---------- | --------- | ----------- | ----- |
| Exterieur: Wagenbak crème | 437                     | 1960-heden | RAL 1001  | Beige       |       |
| Exterieur: Biezen groen   | 437                     | 1960-heden | RAL 6005  | Mosgroen    |       |
| Exterieur: Dak            | 437                     | 1960-heden | RAL 6007  | Flessegroen |       |

### Wiener Verkehrsbetriebe en Wiener Linien (WVB en WL)
| Waar                               | Type / Grootwagennummer | Periode | Kleurcode | Kleurnaam              | Kleur |
| ---------------------------------- | ----------------------- | ------- | --------- | ---------------------- | ----- |
| Exterieur: Wagenbak rood naoorlogs |                         |         | RAL 3001  | Signaalrood            |       |
| Exterieur: Rond de ramen wit       |                         |         | RAL 9010  | Zuiverwit              |       |
| Exterieur: Dak grijs               |                         |         | RAL 7032  | Kiezelgrijs            |       |
| Exterieur: Stroomafnemer zilver    |                         |         | RAL 9006  | Blank aluminiumkleurig |       |
| Exterieur: Onder de wagenbak grijs |                         |         | RAL 7000  | Pelsgrijs              |       |
| Interieur: Banken rood             |                         |         | RAL 3009  | Oxiderood              |       |
| Exterieur: Werkwagenkleur geel     | 6011                    |         | RAL 1007  | Narcissengeel          |       |
| Haltepaal                          |                         |         | RAL 3001  | Signaalrood            |       |
| Haltepaal                          |                         |         | RAL 5003  | Saffierblauw           |       |

### Kasseler Verkehrs-Gesellschaft (KVG)
| Waar                   | Type / Grootwagennummer | Periode | Kleurcode | Kleurnaam    | Kleur |
| ---------------------- | ----------------------- | ------- | --------- | ------------ | ----- |
| Exterieur: Blauw       | 212, 303                |         | RAL 5009  | Azuurblauw   |       |
| Exterieur: Witte band  | 212, 303                |         | RAL 1013  | Parelwit     |       |
| Exterieur: Rood        | serie 260               |         | RAL 3013  | Tomaatrood   |       |
| Exterieur: Grijs       |                         |         | RAL 7024  | Grafietgrijs |       |
| Exterieur: Nieuw blauw |                         |         | RAL 5015  | Hemelsblauw  |       |
| Exterieur: Deuren geel |                         |         | RAL 1021  | Koolzaadgeel |       |
| Exterieur: Rode bies   |                         |         | RAL 3000  | Vuurrood     |       |
| Exterieur: Beige       | 218, 224, 511           |         | RAL 1001  | Beige        |       |

### Budapesti Közlekedési Vállalat (BKV)
| Waar                   | Type / Grootwagennummer | Periode | Kleurcode | Kleurnaam    | Kleur |
| ---------------------- | ----------------------- | ------- | --------- | ------------ | ----- |
| Exterieur: Geel        | 2624, 2964              |         | RAL 1005  | Honinggeel   |       |
| Exterieur: Bruine band | 2624, 2964              |         | RAL 3009  | Oxiderood    |       |
| Exterieur: Dak grijs   | 2624, 2964              |         | RAL 7036  | Platinagrijs |       |
| Exterieur: Wit         | 2624, 2964              |         | RAL 9001  | Crèmewit     |       |

### Grazer Stadtwerke Ag Verkehrsbetriebe (GVB)
| Waar             | Type / Grootwagennummer | Periode | Kleurcode | Kleurnaam          | Kleur |
| ---------------- | ----------------------- | ------- | --------- | ------------------ | ----- |
| Exterieur: Groen | 206, 319B, 350B         |         | RAL 6002  | Loofgroen          |       |
| Exterieur: Beige | 206, 319B, 350B         |         | RAL 1015  | Licht ivoorkleurig |       |
| Exterieur: Grijs | 206, 319B, 350B         |         | RAL 7000  | Pelsgrijs          |       |

### Duisburger Verkehrsgesellschaft AG (DVG)
| Waar             | Type / Grootwagennummer   | Periode | Kleurcode | Kleurnaam  | Kleur |
| ---------------- | ------------------------- | ------- | --------- | ---------- | ----- |
| Exterieur: Rood  | 208 (partytram Amsterdam) |         | RAL 3000  | Vuurrood   |       |
| Exterieur: Grijs | 208                       |         | RAL 8019  | Grijsbruin |       |
| Exterieur: Wit   | 208                       |         | RAL 9001  | Crèmewit   |       |

### Essener Verkehrs-AG (EVAG)
| Waar                          | Type / Grootwagennummer     | Periode | Kleurcode | Kleurnaam   | Kleur |
| ----------------------------- | --------------------------- | ------- | --------- | ----------- | ----- |
| Exterieur: Wagenbak           | 652 (slijpwagen Nieuwegein) |         | RAL 2011  | Dieporanje  |       |
| Exterieur: Dak                | 652                         |         | RAL 7012  | Bazaltgrijs |       |
| Exterieur: Dakrand onderzijde | 652                         |         | RAL 9005  | Gitzwart    |       |
| Interieur                     | 652                         |         | RAL 7032  | Kiezelgrijs |       |
| Exterieur: Stroomafnemer      | 652                         |         | RAL 7032  | Kiezelgrijs |       |
| Interieur: Cabines            | 652                         |         | RAL 8003  | Leembruin   |       |

### Miejskie Przedsiębiorstwo Komunikacyjne w Poznaniu Sp. z o.o. (MPK)
| Waar             | Type / Grootwagennummer | Periode   | Kleurcode | Kleurnaam   | Kleur |
| ---------------- | ----------------------- | --------- | --------- | ----------- | ----- |
| Exterieur: Geel  | Huisstijl               | ...-heden | RAL 1003  | Signaalgeel |       |
| Exterieur: Groen | Huisstijl               | ...-heden | RAL 6018  | Geelgroen   |       |
| Exterieur: Grijs | Huisstijl               | ...-heden | RAL 7031  | Blauwgrijs  |       |

## Metro

### Gemeentevervoerbedrijf Amsterdam(GVB)
| Waar                             | Type / Grootwagennummer | Periode   | Kleurcode | Kleurnaam          | Kleur |
| -------------------------------- | ----------------------- | --------- | --------- | ------------------ | ----- |
| Exterieur: Kop                   | M1-3                    |           | RAL 7021  | Zwartgrijs         |       |
| Exterieur: Dak en onderzijde     | M1-3                    |           | RAL 7036  | Platinagrijs       |       |
| Exterieur: Tussen cabines        | M1-3                    |           | RAL 7036  | Platinagrijs       |       |
| Exterieur: Luiken                | M1-3                    |           | RAL 8019  | Grijsbruin         |       |
| Exterieur: Onderzijde balk       | M1-3                    |           | RAL 2002  | Vermiljoen         |       |
| Exterieur: Deuren oranje         | M1-3                    |           | RAL 2002  | Vermiljoen         |       |
| Interieur: Deuren grijs          | M1-3                    |           | RAL 7001  | Zilvergrijs        |       |
| Interieur: Wanden crème          | M1-3                    |           | RAL 1015  | Licht ivoorkleurig |       |
| Interieur: Plafond CAF           | M4-S3                   | 1997-2007 | RAL 1015  | Licht ivoorkleurig |       |
| Exterieur: Buitenwand oude kleur | M4-S3                   | 1997-2007 | RAL 1015  | Licht ivoorkleurig |       |
| Exterieur: Deuren                | M4-S3                   | 1997-2007 | RAL 3002  | Karmijnrood        |       |
| Exterieur: Dak oude kleur        | M4-S3                   | 1997-2007 | RAL 5021  | Waterblauw         |       |
| Exterieur: Dak oude kleur        | M4-S3                   | 1997-2007 | RAL 1013  | Parelwit           |       |

## Bus

### Gemeentevervoerbedrijf Amsterdam(GVB)
| Waar                          | Type / Grootwagennummer | Periode   | Kleurcode        | Kleurnaam      | Kleur |
| ----------------------------- | ----------------------- | --------- | ---------------- | -------------- | ----- |
| Interieur: Grijs              | CSA I                   |           | RAL 7011         | IJzergrijs     |       |
| Interieur: Donkergrijs        | CSA I                   |           | RAL 7016         | Antracietgrijs |       |
| Interieur: Wit (zijdeglans)   | CSA I                   |           | RAL 9002         | Grijswit       |       |
| Exterieur: Donkergrijs        | CSA I                   |           | Sikkens FLN 7794 |                | X     |
| Exterieur: Zilvergrijs        | CSA I                   |           | RAL 7001         | Zilvergrijs    |       |
| Exterieur: Donkerrood         | CSA I                   |           | Sikkens FLN 3485 |                | X     |
| Exterieur: Gebroken wit       | CSA I                   |           | RAL 9002         | Grijswit       |       |
| Interieur: Beige              | CSA II                  |           | Sikkens FLN 7812 |                | X     |
| Interieur: Beige (zijdeglans) | CSA II                  |           | 336.00.391/10993 |                | X     |
| Interieur: Bruin              | CSA II                  |           | RAL 8014         | Sepiabruin     |       |
| Interieur: Crème              | CSA II                  |           | Sikkens FLN 7792 |                | X     |
| Interieur: Crème (zijdeglans) | CSA II                  |           | 336.00.392       |                | X     |
| Interieur: Oranje             | CSA II                  |           | RAL 2002         | Vermiljoen     |       |
| Exterieur: Beige              | CSA II                  |           | Sikkens FLN 7315 |                | X     |
| Exterieur: Lichtrood          | CSA II                  |           | Sikkens FLN 3484 |                | X     |
| Interieur: Grijs (zijdeglans) |                         | 1990-2005 | RAL 7030         | Steengrijs     |       |
| Interieur: Rood               |                         | 1990-2005 | RAL 3002         | Karmijnrood    |       |
| Exterieur: Blauw              |                         | 1990-2005 | RAL 5013         | Kobaltblauw    |       |
| Exterieur: Lichtgrijs         |                         | 1990-2005 | RAL 7035         | Lichtgrijs     |       |

### Eerste Noord-Hollandse Autobus Onderneming(ENHABO)
| Waar            | Type / Grootwagennummer | Periode | Kleurcode        | Kleurnaam | Kleur |
| --------------- | ----------------------- | ------- | ---------------- | --------- | ----- |
| Exterieur: Geel |                         |         | 336.00.618/10454 |           | X     |
| Exterieur: Wit  |                         |         | 336.00.355/10237 |           | X     |

### Schiphol
| Waar             | Type / Grootwagennummer | Periode | Kleurcode        | Kleurnaam | Kleur |
| ---------------- | ----------------------- | ------- | ---------------- | --------- | ----- |
| Exterieur: Blauw |                         |         | Sikkens FLN 5109 |           | X     |
| Exterieur: Wit   |                         |         | Sikkens FLN 4229 |           | X     |

### Noord-Zuid-Hollandse Vervoer-Maatschappij(NZH)
| Waar             | Type / Grootwagennummer | Periode | Kleurcode        | Kleurnaam | Kleur |
| ---------------- | ----------------------- | ------- | ---------------- | --------- | ----- |
| Exterieur: Grijs |                         |         | Sikkens FLN 7814 |           | X     |
| Exterieur: Wit   |                         |         | RAL 1013         | Parelwit  |       |

### Verenigd Streekvervoer Nederland(VSN)
| Waar            | Type / Grootwagennummer | Periode | Kleurcode        | Kleurnaam | Kleur |
| --------------- | ----------------------- | ------- | ---------------- | --------- | ----- |
| Exterieur: Geel |                         |         | Sikkens FLN 1024 |           | X     |

### Nederlandse Spoorwegen(NS)
| Waar                    | Type / Grootwagennummer | Periode | Kleurcode        | Kleurnaam | Kleur |
| ----------------------- | ----------------------- | ------- | ---------------- | --------- | ----- |
| Exterieur: Donkergrijs  |                         |         | Sikkens FLN 7791 |           | X     |
| Exterieur: Gebroken wit |                         |         | Sikkens FLN 4647 |           | X     |

### Verenigde Autobus Diensten(VAD)
| Waar                          | Type / Grootwagennummer | Periode   | Kleurcode        | Kleurnaam   | Kleur |
| ----------------------------- | ----------------------- | --------- | ---------------- | ----------- | ----- |
| Interieur: Blauw (zijdeglans) |                         | 1981-1994 | RAL 5008         | Grijsblauw  |       |
| Interieur: Grijs              |                         | 1981-1994 | RAL 7012         | Bazaltgrijs |       |
| Exterieur: Blauw              |                         | 1981-1994 | Sikkens FLN 5065 |             | X     |
| Exterieur: Groen              |                         | 1981-1994 | RAL 6018         | Geelgroen   |       |

### Brabantsche Buurtspoorwegen en Autodiensten(BBA)
| Waar              | Type / Grootwagennummer | Periode | Kleurcode | Kleurnaam        | Kleur |
| ----------------- | ----------------------- | ------- | --------- | ---------------- | ----- |
| Exterieur: Blauw  |                         |         | RAL 5002  | Ultramarijnblauw |       |
| Exterieur: Lila   |                         |         | RAL 4005  | Blauwlila        |       |
| Exterieur: Oranje |                         |         | RAL 2004  | Zuiver oranje    |       |

### Rotterdamse Elektrische Tram(RET)
| Waar                          | Type / Grootwagennummer | Periode | Kleurcode        | Kleurnaam  | Kleur |
| ----------------------------- | ----------------------- | ------- | ---------------- | ---------- | ----- |
| Interieur: Beige (zijdeglans) |                         |         | RAL 1019         | Grijsbeige |       |
| Interieur: Crème (zijdeglans) |                         |         | RAL 1013         | Parelwit   |       |
| Exterieur: Donkergroen        |                         |         | Sikkens FLN 6775 |            | X     |
| Exterieur: Groen metallic     |                         |         | Sikkens FLN 9418 |            | X     |
| Exterieur: Signaalgroen       |                         |         | Sikkens FLN 6776 |            | X     |
| Exterieur: Wit                |                         |         | RAL 9001         | Crèmewit   |       |

### Friese Autobus Maatschappij(FRAM)
| Waar                      | Type / Grootwagennummer | Periode | Kleurcode        | Kleurnaam | Kleur |
| ------------------------- | ----------------------- | ------- | ---------------- | --------- | ----- |
| Exterieur: Blauw metallic |                         |         | Sikkens FLN 9413 |           | X     |
| Exterieur: Lichtblauw     |                         |         | Sikkens FLN 5034 |           | X     |

### Zuid-Ooster(ZO)
| Waar             | Type / Grootwagennummer | Periode | Kleurcode        | Kleurnaam | Kleur |
| ---------------- | ----------------------- | ------- | ---------------- | --------- | ----- |
| Exterieur: Grijs |                         |         | Sikkens FLN 7767 |           | X     |

### Centrale Vervoersdienst(CVD)
| Waar            | Type / Grootwagennummer | Periode    | Kleurcode        | Kleurnaam   | Kleur |
| --------------- | ----------------------- | ---------- | ---------------- | ----------- | ----- |
| Exterieur: Rood |                         |            | RAL 3002         | Karmijnrood |       |
| Exterieur: Wit  |                         | tot 1994   | Sikkens FLN 4649 |             | X     |
| Exterieur: Wit  |                         | vanaf 1994 | RAL 9010         | Zuiver wit  |       |

### Interliner
| Waar             | Type / Grootwagennummer | Periode | Kleurcode        | Kleurnaam | Kleur |
| ---------------- | ----------------------- | ------- | ---------------- | --------- | ----- |
| Exterieur: Groen |                         |         | Sikkens FLN 5116 |           | X     |

### Connexxion
| Waar                                              | Type / Grootwagennummer | Periode | Kleurcode        | Kleurnaam | Kleur |
| ------------------------------------------------- | ----------------------- | ------- | ---------------- | --------- | ----- |
| Exterieur: Lichtgroen                             |                         |         | Sikkens FLN 6050 |           | X     |
| Exterieur: Donkergroen                            |                         |         | Sikkens FLN 6071 |           | X     |
| Tour. Cars Exterieur (2000-2003): Grijs P.M.      |                         |         | Sikkens FLN 9311 |           | X     |
| Tour. Cars Exterieur (2000-2003): Grijsgroen M.2C |                         |         | Sikkens FLN 9402 |           | X     |

### PTT
| Waar                  | Type / Grootwagennummer | Periode | Kleurcode | Kleurnaam          | Kleur |
| --------------------- | ----------------------- | ------- | --------- | ------------------ | ----- |
| Exterieur: Geel       |                         |         | RAL 1004  | Goudgeel           |       |
| Exterieur: Rood       |                         |         | RAL 3020  | Verkeersrood       |       |
| Exterieur: Ivoorwit   |                         |         | RAL 1015  | Licht ivoorkleurig |       |
| Exterieur: Zwartgrijs |                         |         | RAL 7021  | Zwartgrijs         |       |

### Chemins de fer luxembourgeois(CFL)
| Waar            | Type / Grootwagennummer | Periode | Kleurcode | Kleurnaam | Kleur |
| --------------- | ----------------------- | ------- | --------- | --------- | ----- |
| Exterieur: Geel |                         |         | RAL 1004  | Goudgeel  |       |
| Exterieur: Rood |                         |         | RAL 3005  | Wijnrood  |       |
| Exterieur: Wit  |                         |         | RAL 9001  | Crèmewit  |       |

### De Lijn
| Waar             | Type / Grootwagennummer | Periode | Kleurcode | Kleurnaam | Kleur |
| ---------------- | ----------------------- | ------- | --------- | --------- | ----- |
| Exterieur: Grijs |                         |         | RAL 7005  | Muisgrijs |       |

### Transport En Commun en Wallonie (TEC)
| Waar             | Type / Grootwagennummer | Periode | Kleurcode        | Kleurnaam | Kleur |
| ---------------- | ----------------------- | ------- | ---------------- | --------- | ----- |
| Exterieur: Geel  |                         |         | Sikkens FLB 1000 |           | X     |
| Exterieur: Grijs |                         |         | Sikkens FLB 7000 |           | X     |
| Exterieur: Rood  |                         |         | Sikkens FLB 3000 |           | X     |

### Kunegel
| Waar            | Type / Grootwagennummer | Periode | Kleurcode | Kleurnaam    | Kleur |
| --------------- | ----------------------- | ------- | --------- | ------------ | ----- |
| Exterieur: Geel |                         |         | RAL 1023  | Verkeersgeel |       |